# Cine del sudeste asiático
El cine del sudeste asiático engloba a la industria cinematográfica de esa región, y por extensión, también a los filmes producidos y realizados en Asia del Sudeste, y a los producidos por directores-productores de ese origen.
Bajo este título se agrupan entonces las películas de Birmania, Brunéi, Camboya, Indonesia, Laos, Malasia, Filipinas, Singapur, Tailandia, Timor Oriental, y Vietnam.

## Personalidades notables
- Joko Anwar - Realizador y crítico de cine de Indonesia (Joni's Promise).
- Lino Brocka (1939-1991) - Realizador filipino.
- Lav Diaz (n. en 1958) - Realizador filipino de películas tales como Batang West Side, Ebolusyon ng Isang Pamilyang Pilipino, y Heremias.
- Tony Jaa (n. en 1976) - Actor de filmes de acción de Tailandia (Ong-Bak).
- Eric Khoo (n. en 1965) - Realizador de Singapur.
- Jack Neo - Actor y realizador de Singapur.
- Nonzee Nimibutr (n. en 1962) - Realizador de Tailandia, muy activo en el reciente relanzamiento económico del cine tailandés
- Los hermanos Oxide et Danny Pang (n. en 1965) - Estos hermanos gemelos nativos de Hong Kong trabajan en Tailandia, donde realizaron la coproducción pan-asiática The Eye.
- Rithy Panh (n. en 1964) - Documentalista franco-camboyano, que trabaja tanto en Francia como en Camboya.
- Barry Prima - Estrella del cine de acción indonesio de los años 1980.
- P. Ramlee (1929-1973) - Guionista y realizador malayo.
- Pen-ek Ratanaruang (n. en 1962) - Realizador tailandés de la nouvelle vague (Last Life in the Universe y Vagues invisibles).
- Riri Riza (n. en 1970) - Realizador indonesio de Gie.
- Tran Anh Hung (n. en 1962) - Realizador vietnamita de Cyclo, que también trabaja en Francia.
- Wisit Sasanatieng (n. en 1964) - Realizador tailandés de la nouvelle vague.
- Apichatpong Weerasethakul (n. en 1970) - Realizador tailandés, premiado en el Festival de Cannes en 2004.